# Col·legi Sant Ignasi de Sarrià
El Col·legi Sant Ignasi de Sarrià, conegut també com els Jesuïtes de Sarrià, és un centre educatiu dels jesuïtes a Catalunya, fundat el 1892 a Sarrià (Barcelona) per seguir la doctrina d'Ignasi de Loiola. Actualment imparteix els ensenyaments d'educació infantil, primària, ESO, batxillerat i cicles formatius. L'etapa obligatòria està concertada.
L'edifici principal, obra de Joan Martorell i Montells, és d'estil neogòtic amb dues torres, façanes de maó cuit i finestrals amb arc ogival. Els edificis annexos no segueixen aquest estil arquitectònic i es basen en el formigó i la funcionalitat.

## Història
El centre no és pròpiament una fundació, sinó el trasllat del Col·legi internat establert a Manresa. Aquest estava establert a un edifici municipal llogat que, per manca d'entesa entre l'Ajuntament i els Jesuïtes, es va haver de desallotjar.
El 1892 la Companyia de Jesús va comprar la finca Gardenyes, que constava de casa i extensos jardins. Es va construir un edifici annex, i al mateix any començaren les classes. Entre 1893 i 1896 es construí l'edifici actual, que fou inaugurat en 1895 inacabat (es va completar entre 1915 i 1926). El centre va funcionar inicialment com a internat, i cap a 1905 es comencen a incorporar alumnes migpensionistes i externs. El 1907 comptava amb 20 professors i 230 alumnes, la majoria interns.
El 1914 el Col·legi es tancà per traslladar-hi les facultats de Filosofia i Teologia de la Companyia (dit Col·legi Màxim), però el Col·legi torna a obrir-se el 1927, convivint ambdós centres. Hi comencen a estudiar alumnes que tenen entre set i nou anys. Hi ha canvis pedagògics importants, dirigits pel pare Moisès Vigo. Llavors els alumnes interns ja eren minoria.
Durant la II República, a conseqüència del decret d'expulsió dels jesuïtes, la Generalitat confisca el col·legi i va funcionar com escola pública fins a l'acabament de la Guerra Civil. Per suplir-lo, els jesuïtes obren l'Acadèmia Ramon Llull, que és igualment confiscada en començar la Guerra Civil. Se n'obre encara una altra, l'Acadèmia Margenat.
Recuperat el 1939, va continuar funcionant amb normalitat. El Col·legi Màxim va marxar el 1949, degut al creixement constant de l'alumnat del Col·legi.
Des de llavors va funcionar exclusivament com a centre escolar. Durant aquests anys hi ha una manera de fer comuna, amb dos moments crítics: els primers després de la Guerra Civil (els més grans han viscut en les dues Espanyes, amb ideals diferents), i els últims del període (durant els quals s'experimenta una millora econòmica, que no va acompanyada encara d'una de política). El període central és el més tranquil. L'educació secundària a Espanya depèn majoritàriament dels religiosos i ocupava no solament els dies feiners, sinó les festes més assenyalades.
L'any de les olimpíades de Barcelona (1992) es va organitzar el Camp Internacional de la Joventut, paral·lelment a les olimpiades. Les instal·lacions esportives i d'esbarjo es remodelaren, donant lloc a una pista d'atletisme, piscina, gimnàs... per tal de poder allotjar al recinte als participants d'aquell esdeveniment.
Actualment té uns 3.000 alumnes.

## Personalitats
Ex-alumnes
- Rafael Ribó, Síndic de Greuges de Catalunya (promoció del 48)[4][5]
- Xavier Trias[5] alcalde de Barcelona entre els anys 2011 i 2015 (promoció del 49)[4]
- Javier de la Rosa, advocat i empresari implicat en el ‘cas KIO’ (promoció del 50)[4]
- Joan Massagué, investigador pioner en la recerca sobre el càncer (promoció del 56)[4]
- Juanjo Puigcorbé, actor i regidor d'ERC a l'Ajuntament de Barcelona (promoció del 58)[4]
- Carlos Losada, director d'ESADE (promoció del 60)[4]
- Ignasi Carreras, director de l'Institut d'Innovació Social d'Esade (promoció del 60)[4]
- Joan Rosell, president de la Confederació Espanyola d'Organitzacions Empresarials (CEOE) (promoció del 60)[4]
- Quim Torra, president de la Generalitat de Catalunya entre 2018 i 2020 (promoció del 62)[6]
- Alberto Fernández Díaz (promoció del 64)[5]
- Carlos Ruiz Zafón, escriptor (promoció del 67)[4]
- Enric Puiggròs, provincial dels jesuïtes d'Espanya (promoció del 1974)[7]
- Andrés Iniesta, futbolista (promoció del 1984)[8]

Professorat
- Joan Roig i Gironella[9]